# Азбука Българска или Кирилица публикувана за първи път за католиците от Тракия, България
Азбука Българска или Кирилица публикувана за първи път за католиците от Тракия, България е притурка към сборника „Наука християнска за християните от Филибелийската държава“, отпечатани през 1844 г. в Рим.